# 鳥越繁
鳥越 繁（とりごえ しげる、1889年〈明治22年〉7月29日 - 没年不明）は、日本の商人（米穀商）、実業家。鳥越製粉会長。ジャーナリスト鳥越俊太郎の祖父。

## 経歴
福岡県出身。1903年、家業の鳥越商店に勤務。1935年、鳥越製粉の前身株式会社鳥越商店設立、社長に就任した。1962年5月、会長に就任した。

## 人物
住所は福岡県浮羽郡吉井町（現うきは市）。

## 家族・親族
鳥越家
- 父・彦三郎（? - 1942年） - 1877年10月に福岡県浮羽郡吉井町で米穀・日用雑貨取扱業を開始[6]。
- 妻・フデ（1892年 - ?）[5]
- 長男・繁喜（1914年 - 2007年、鳥越製粉社長）
- 二男・俊雄（1916年 - 1990年、鳥越製粉専務） - 鳥越俊太郎の父。
- 孫